# Karl von Enhuber

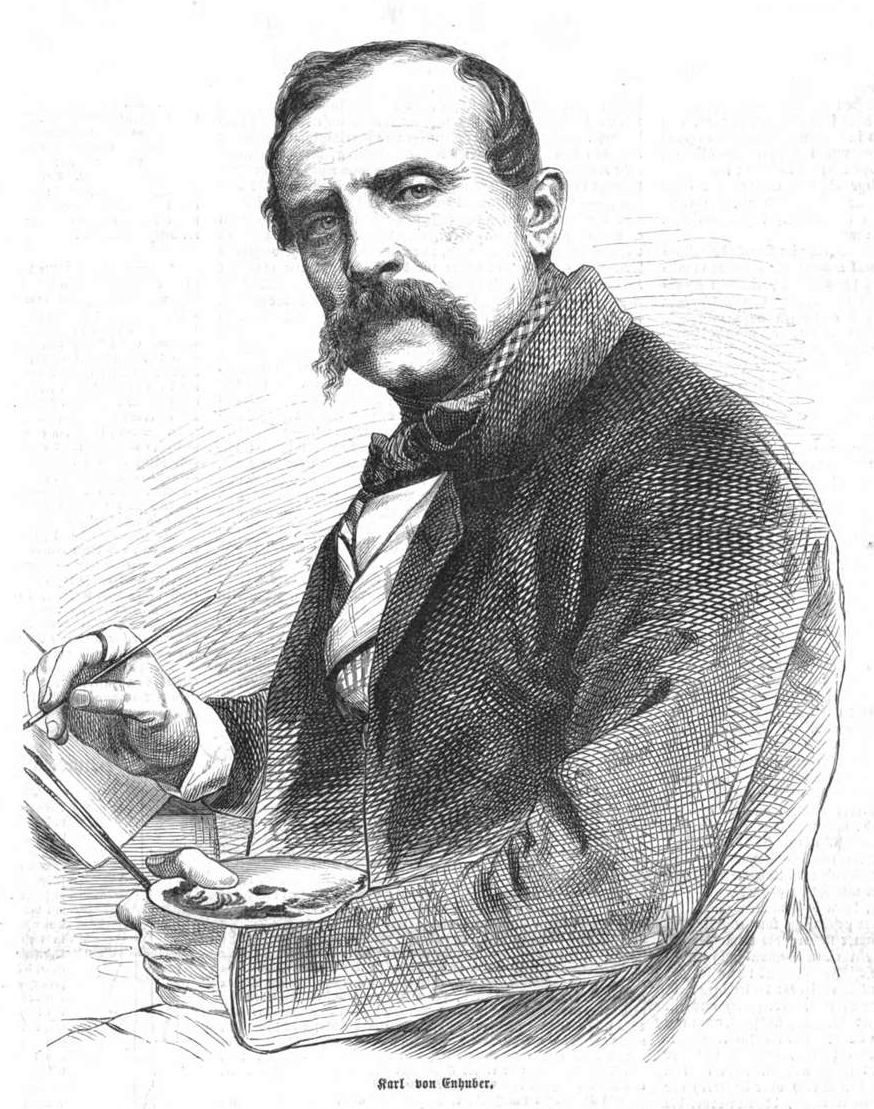
Karl von Enhuber

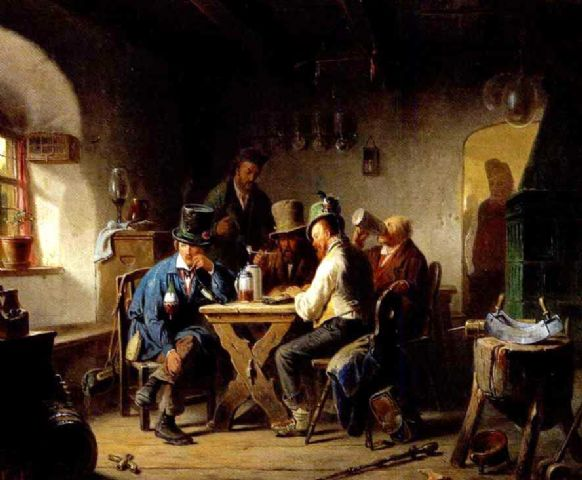
Das Heimweh (1863)

Karl von Enhuber (* 16. Dezember 1811 in Hof; † 6. Juli 1867 in München) war ein bayerischer Maler.

## Leben
Karl von Enhuber war ab 1832 Schüler der Akademie der Bildenden Künste München. Von Anfang an thematisierte er in seinen Bildern das bäuerliche Leben seiner bayerischen Heimat. Sein erstes bedeutendes Bild war der „Partenkirchener Jahrmarkt mit einem Fleckseifenhändler als Mittelpunkt der gaffenden Menge“.
Es folgten die Genrebilder, wie zum Beispiel „die unterbrochene Kartenpartie“ (gestochen von Christoph Preisel) oder „der Gerichtstag“ (gestochen von Georg Franz Jaquemot). 1860 begann er seine bedeutendste Arbeit, die Illustrationen zu Melchior Meyrs „Geschichten aus dem Ries“, 13 Blätter, die in Fotografien erschienen sind.
Enhuber starb nach längerem Leiden infolge des Stichs einer giftigen Fliege am 6. Juli 1867 im Alter von 55 Jahren in München.

## Grabstätte

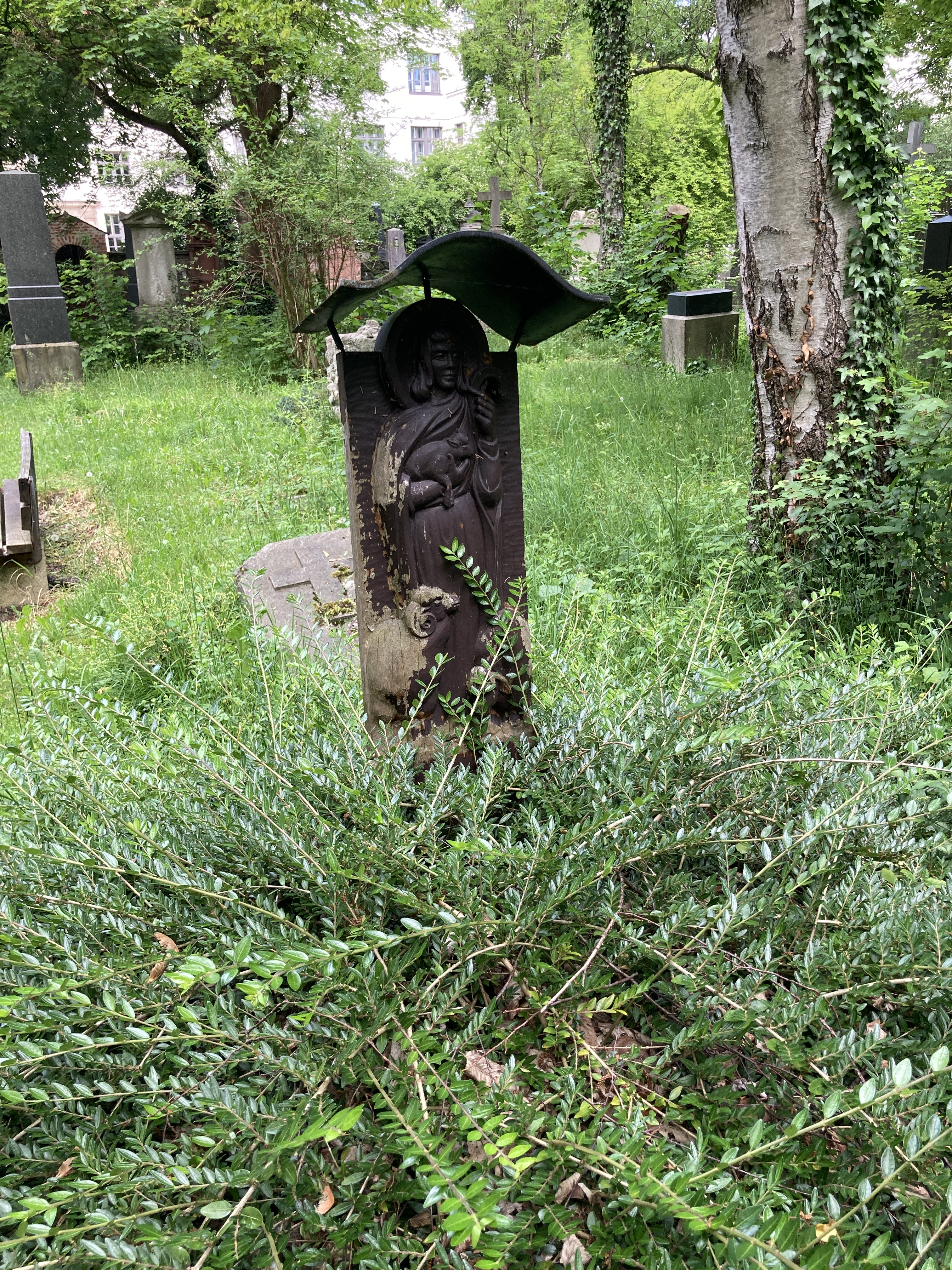
Grab von Karl Enhuber auf dem Alten Südlichen Friedhof in München

Die Grabstätte von Karl Enhuber befindet sich auf dem Alten Südlichen Friedhof in München (Gräberfeld 18 – Reihe 6 – Platz 57) Standort.

## Namensgeber für Straße
Nach Karl Enhuber wurde 1877 in München im Stadtteil Maxvorstadt (Stadtbezirk 3 – Maxvorstadt) die Enhuberstraße benannt.⊙.

## Rezeption
Enhuber verstand das Volksleben vortrefflich zu schildern und wusste seinen Bildern eine gewisse Gutmütigkeit und Harmlosigkeit zu verleihen, die oft in schalkhaften Humor übergeht. Er führte sorgsam, aber nie peinlich aus, und seine Farbe hatte Klarheit, wenn sie auch der Kraft entbehrte.

## Werke (Auswahl)
- die unterbrochene Kartenpartie
- Der Gerichtstag
- die versäumte Essenszeit
- der ländliche Bildschnitzer
- Das Heimweh
- Die Vision